# Carletonita
La carletonita es un mineral de la clase de los filosilicatos. Descubierto en 1971, fue nombrado así por la Universidad de Carleton, en Ottawa (Canadá), donde fue estudiado por primera vez.

## Características químicas
Su estructura molecular es una lámina de tetraedros de sílice enlazados, con huecos rellenos por átomos de sodio, potasio y calcio y sustituiciones por grupo carbonato. Además, es común que presente como impurezas las siguientes: titanio, aluminio y magnesio.

## Formación y yacimientos
Encontrado en el corazón de rocas de muro zeolitas metamorfizadas termalmente, a partir de limolitas (mármol silíceo).
Solo se ha constatado su presencia en minas de Quebec (Canadá).